# 당률
당률(唐律)은 중국 당나라 시대에 제정된 형법이다. 시민 법과 규제에 의해 보완되어 중국 뿐만 아니라 동아시아의 다른 곳에서도 법률의 기초가 되었다. 법전은 묵자(법가)와 공자의 법을 합성하였다. 그리고 전통 중국법의 최고 위대한 성과 중의 하나로 고려된다. 그것은 12장 500항목으로 구성되며 624년 만들어졌고 627년 개정되었다. 637년에 공자의 영향을 받아 다시 한번 개정되었다.
652년에는 당률의 주석서인 《당률소의》(唐律疏義 또는 唐律疏議)가 출간되었다. 653년에 반포된 《당률소의》는 당대에 별다른 개변이 없었고, 후대의 《대송형률총류》(大宋刑律統類), 《대명률》(大明律), 《대청률례》(大清律例) 등의 성립에 영향을 주었으며, 한국과 일본, 한국에도 전해져 율령 체제에 직접적 영향을 주었다.
1. ↑  Johnson, Wallace (1979). 《The T'ang Code, Volume I: General Principles》. Princeton University Press. ISBN 978-0-691-60632-3.